# Museu Nacional Honestino Guimarães
O Museu Nacional da República é um museu brasileiro criado e administrado pelo governo do Distrito Federal, Brasil. O museu e a Biblioteca Nacional de Brasília formam o Complexo Cultural da República João Herculino. Está localizado no Setor Cultural Sul, Lote 2 Esplanada dos Ministérios, entre a Rodoviária do Plano Piloto e a Catedral Metropolitana Nossa Senhora Aparecida.
É um dos museus mais visitados do país.

## História
Apesar da existência de um museu e um conjunto cultural terem sido planejados desde a época da fundação de Brasília, a construção do Museu Nacional iniciou-se apenas em 1999. A inauguração ocorreu apenas sete anos depois, em 15 de dezembro de 2006 - dia do aniversário de 99 anos de Oscar Niemeyer, autor do projeto arquitetônico do edifício. Para celebrar a abertura, organizou-se uma exposição sobre a obra deste famoso arquiteto. A Biblioteca Nacional Leonel de Moura Brizola, vizinha do Museu, também foi inaugurada no mesmo dia.
O nome do Museu foi dado em memória de Honestino Guimarães, um aluno do curso de Geologia da Universidade de Brasília (UnB) que se tornou um importante líder do movimento estudantil no período da ditadura. Após ser preso algumas vezes, se tornou um desaparecido político em 10 de outubro de 1973.
Inicialmente, a administração do Museu era realizada pelo Governo do Distrito Federal. Em maio de 2013, a pedido da então presidente do Brasil Dilma Rousseff o Museu Nacional passou a ser gerido pelo Ministério da Cultura (MinC). Relatou-se que tal transferência de responsabilidade teria como justificativa a busca por tornar mais acessíveis aos cidadãos grandes obras de arte que fazem parte do acervo de empresas estatais. Ao longo deste ano de 2013 foi discutido o processo da cessão do Governo do Distrito Federal para o Governo Federal. Em 5 de novembro, o governador Agnelo Queiroz enviou o projeto de lei nº 1693/2013 à Câmara, buscando autorizar a transação. O projeto foi questionado por alguns, entre artistas, produtores e militantes culturais de Brasília. Liliane Roriz e Celina Leão, por exemplo, foram personalidades que se mostraram contrárias ao projeto.
Com a publicação da Lei Distrital 5.293, o que ocorreu em 24 de janeiro de 2014, foi autorizada a cessão do Museu à União. A lei previa a transferência para o Instituto Brasileiro de Museus (Ibram), autarquia vinculada ao Ministério do Turismo (MTur) por um período de dez anos, ou seja, até o ano de 2024, com a possibilidade de prorrogação por igual período. Contudo, essa cessão não foi concretizada. O governo federal não assumiu a gestão do equipamento cultural. O museu continua sob responsabilidade do governo local.

## Localização
O Museu Nacional da República encontra-se em Brasília, a capital do Brasil. Esta cidade, planejada por Lúcio Costa, é organizada segundo um planejamento urbano, o Plano Piloto. Este possui dois grandes eixos que o estruturam, sendo estes o "Eixo Rodoviário", composto pelo "Eixão" e pelos "Eixinhos", e o "Eixo Monumental". É neste último que o Museu se encontra. Ao longo deste há diversos setores e pontos notáveis, como a Praça dos Três Poderes, o Setor de Diversões, Hotéis, Centro de Convenções, Estádio, Ginásio de Esportes. Entre estes há também a Esplanada dos Ministérios, onde o Museu se encontra, mais especificamente no Setor Cultural Sul, Lote 2.

## Arquitetura

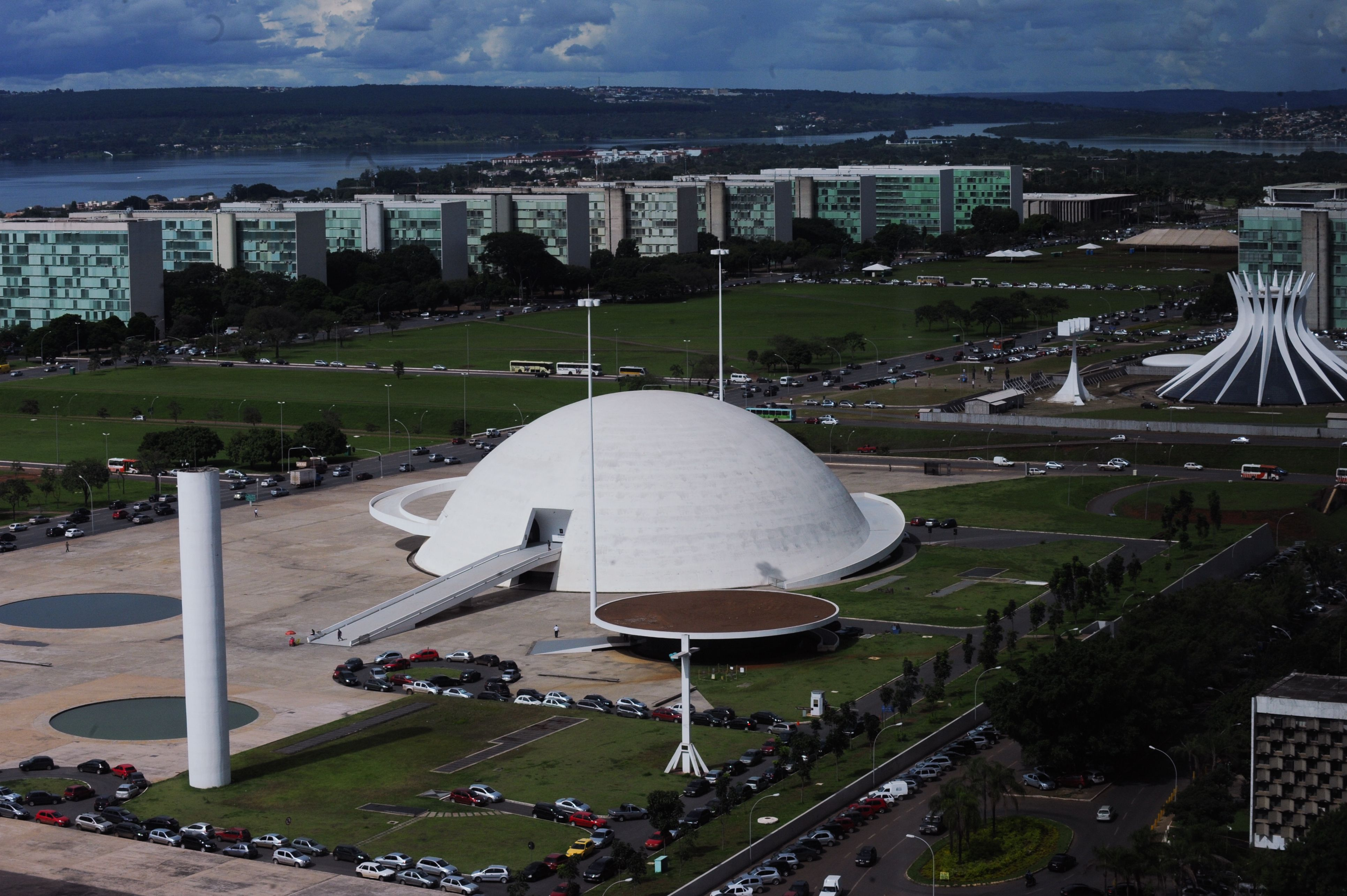
O Museu Nacional e seu entorno.

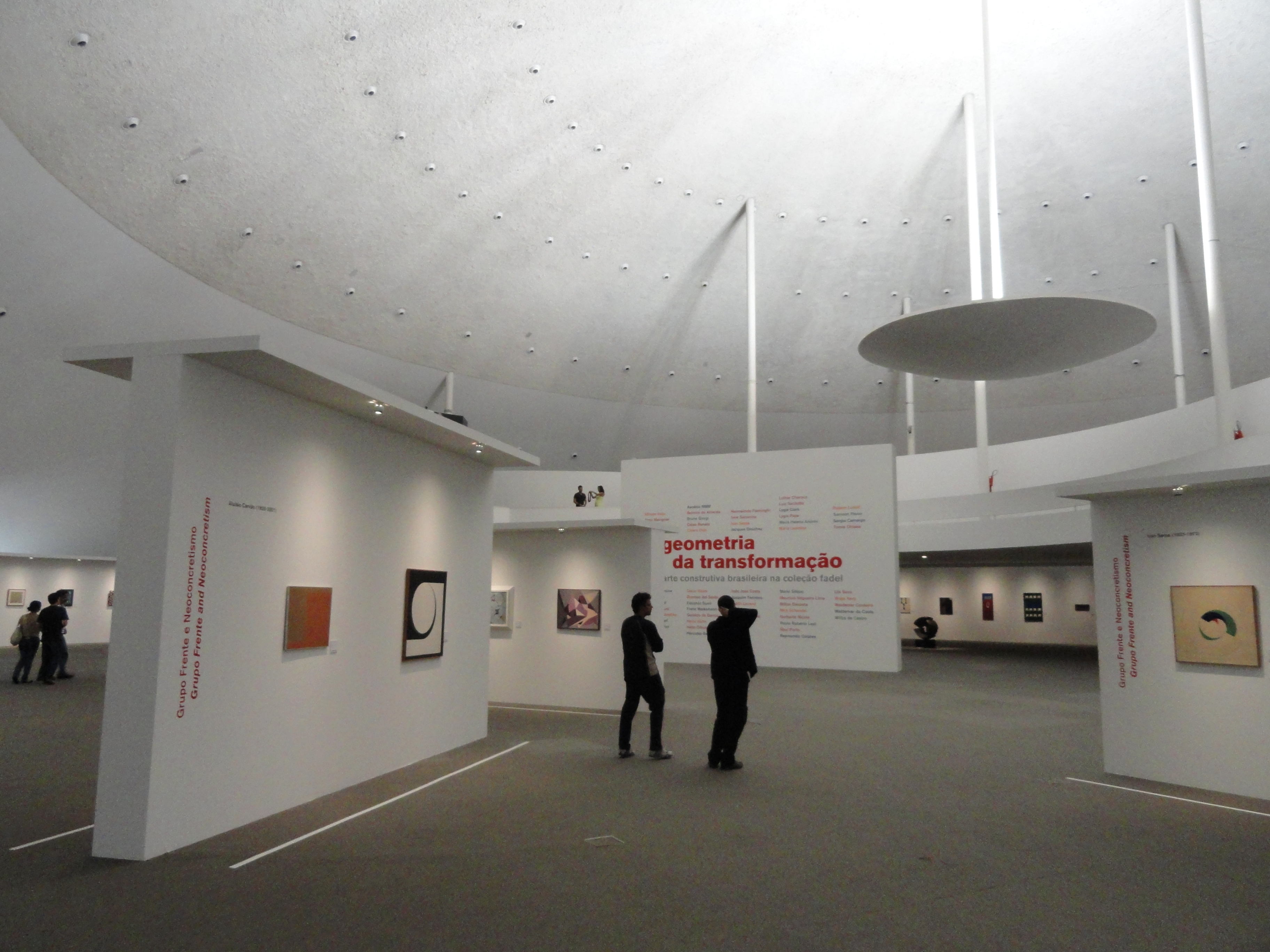
Interior do museu.

O Museu é uma impressionante obra de arquitetura encontrada na capital federal. O projeto de arquitetura do edifício é do arquiteto Oscar Niemeyer, constando entre as obras das décadas finais de vida deste profissional. O edifício revela um caráter minimalista, expondo uma semi esfera perfeita e uma proeminente rampa de acesso. Alguns o interpretam possuindo um tom surrealista. Outros vinculam o formato do edifício a uma nave espacial.
O edifício existente não reflete o projeto original para a instituição, o qual fora criado na década de 1970, ou seja, quando foi projetado e construído o também o Teatro Nacional. Esta primeira proposta era um edifício de 180 metros de comprimento, o qual possuiria dois balanços com o comprimento recordista de 70 metros para cada lado. Estes utilizariam tirantes para a sustentação. O projeto fora considerado demasiadamente caro para ser executado, e Niemeyer criou, em substituição, um projeto de menor custo para ser executado. Nesta altura, o grande arquiteto já dominava com muita experiência e simplicidade as qualidades estruturais do concreto armado. A versão construída, contudo, não foi a primeira proposta por Niemeyer. Inicialmente, o arquiteto havia planejado uma cúpula de 40 metros de diâmetro, flanqueada de janelas circulares e iluminada por duas aberturas assimétricas em sua parte superior. Além do museu, esta cobertura curva abrigaria também um restaurante panorâmico com vista para um jardim. A construção seria acessada por uma rampa curva virada para a esplanada. A versão que chegou a ser materializada foi concebida em 2002. O diâmetro da cúpula foi multiplicado por dois, para se adequar melhor à escala do conjunto que o museu formaria junto à praça e à biblioteca. Segundo Niemeyer, a percepção de que o modelo anterior estava incompatível em termos de proporção se deu após a verificação utilizando maquetes físicas. A versão final ficou com 13.653 metros quadrados de área construída, e a cúpula cobre um enorme vão. Vencer este foi possível graças ao conjunto de vigas radiais que, nas extremidades se apoiam nos arcos da cúpula e, no centro, comprimem um maciço de concreto suspenso. O restaurante foi transportado para o exterior do museu, e construído como um anexo, de volumetria circular. O estacionamento se dispôs em espaço aberto, em localização a sudoeste da localização do Museu.

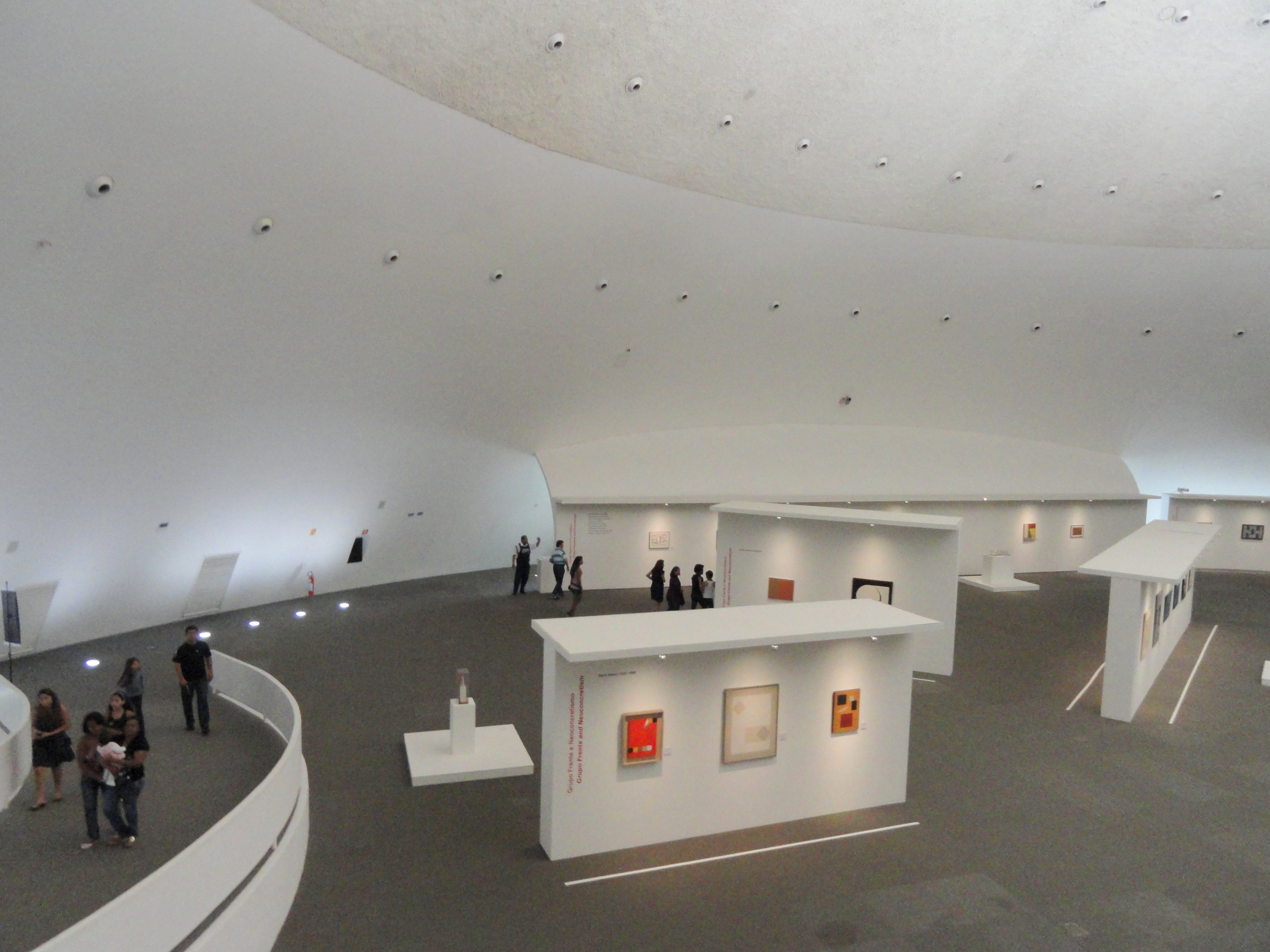
Exposição no interior do museu.

A volumetria do edifício é proveniente da concepção da forma de sua estrutura. Essa questão do formato do desenho arquitetônico ser consequência do sistema estrutural é amplamente explorada no conjunto de obras de Oscar Niemeyer. Este tipo de criação foi possível devido a participação de grandes engenheiros nos processos de concepção dos projetos arquitetônicos. Entre eles, encontra-se José Carlos Sussekind, autor do projeto estrutural do Museu Nacional. A parceria entre arquiteto e engenheiro, ocorrida também, por exemplo, no Museu Oscar Niemeyer de Curitiba e nos projetos do Caminho Niemeyer em Niterói, propiciou o desenvolvimento de obras marcadas pelo arrojo estrutural e por grandes desafios tecnológicos. O trabalho do engenheiro é claramente valorizado pelo arquiteto - o que não é algo muito comum, uma vez que é conhecido certa distância entre o relacionamento de profissionais destas suas profissões. No documentário "A vida é um sopro", dirigido por Fabiano Maciel e lançado em 2007, Niemeyer comenta sobre sua vida e obra e afirma: "Eu valorizei o trabalho do engenheiro. E lá em Brasília, quando uma estrutura se concluía a arquitetura já estava presente. [...] Arquitetura e Estrutura como coisas que nascem juntas e juntas devem se enriquecer". Niemeyer também trabalhou com outros importantes engenheiros nacionais, como Emílio Baumgart, Bruno Contarini,  e Joaquim Cardozo.

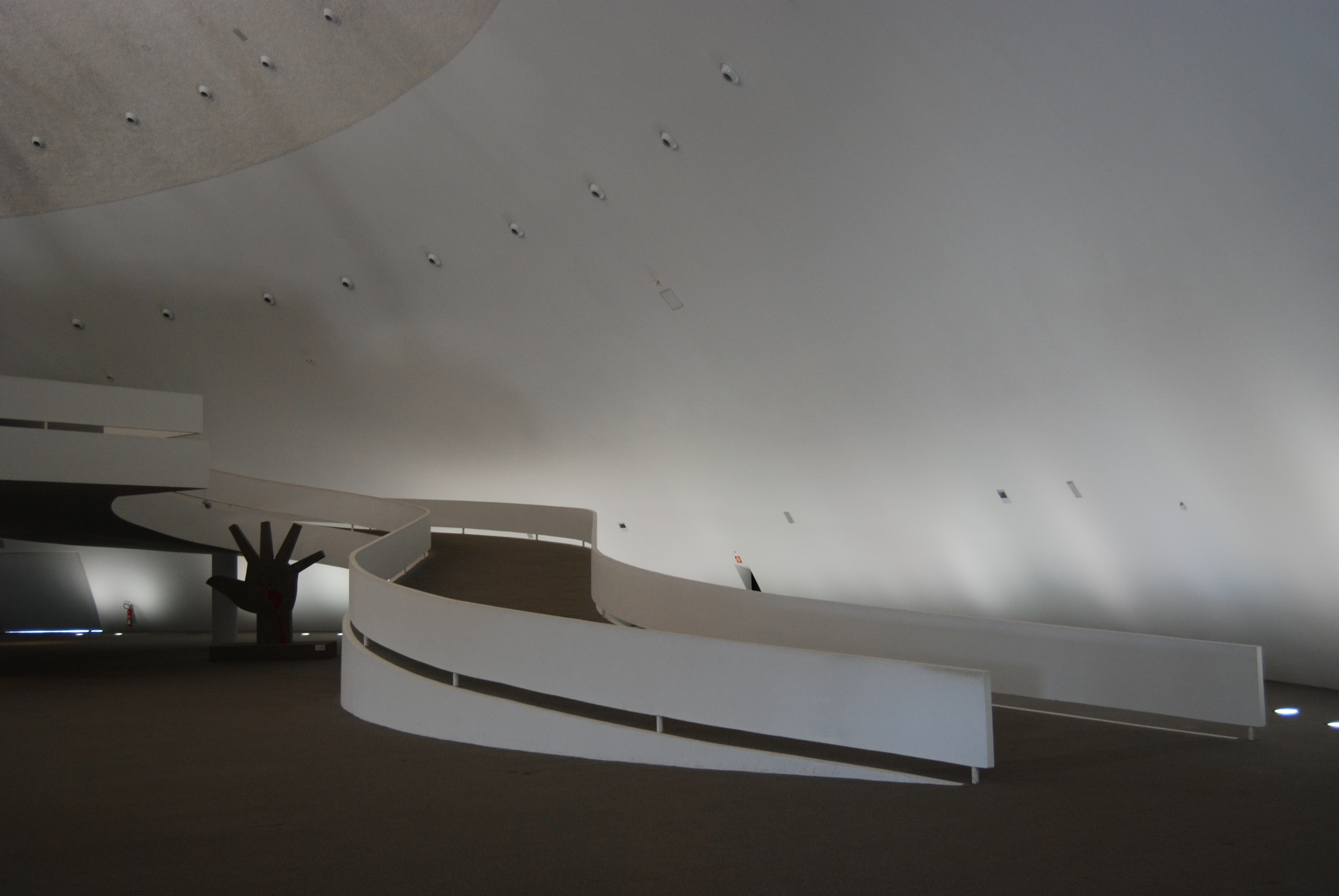
Uma rampa no interior.

Tanto a estrutura do prédio como sua cobertura foram construídas em concreto armado. A cúpula - uma associação contínua de arcos,que pode ser obtida pela repetição radial sucessiva de arcos muito próximos uns aos outros, em realidade é um elemento que se comporta tanto como cobertura quanto como estrutura. O acabamento de todo o conjunto se dá por meio de pintura, na cor branca. Antes dessa, contudo, foi realizada impermeabilização contra água e ressecamento na face externa da cúpula. Já a face interna da calota, a qual pode-se ver quando se encontra no interior do edifício, mais especificamente no espaço expositivo ou no mezanino, foi recoberta com placas de gesso, sendo que a parte inferior foi pintada com tinta à base de água e a parte superior coberta por revestimento acústico.

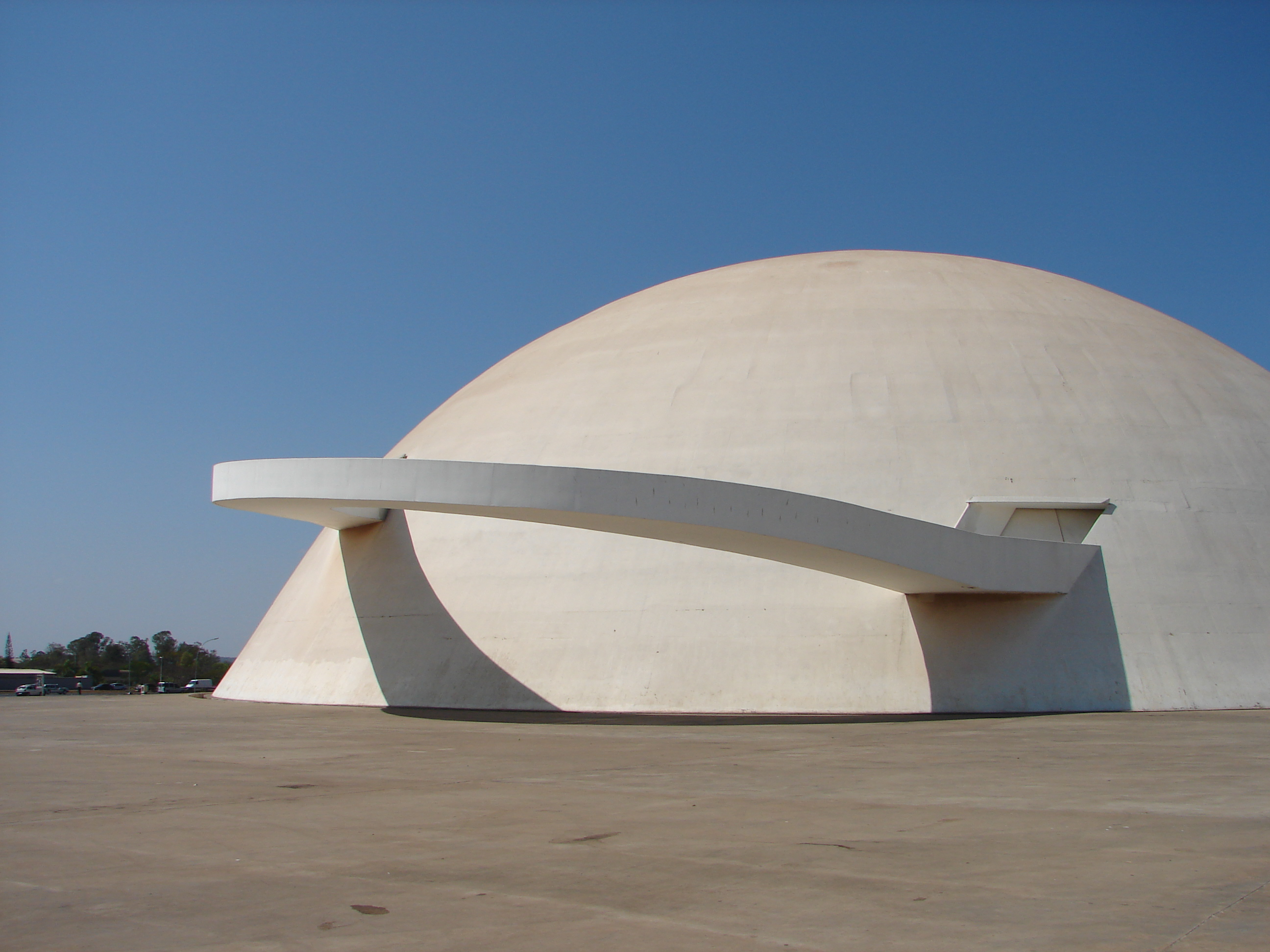
Acesso externo entre andares.

O edifício em formato semiesférico tem uma cúpula com 25 metros de raio, partindo de uma base com 35,55 metros de raio. O edifício possui quase 15 000 metros quadrados de área construída, e soma 26,25 metros de altura. O prédio tem quatro pavimentos, sendo eles um subsolo, o piso térreo, o piso superior e um mezanino. No subsolo se encontram dois auditórios com capacidade para 85 e 700 lugares. Há uma entrada que dá acesso direto a este nível, e outra que confere entrada direta ao piso térreo. Neste nível há acessos aos auditórios maior (700 lugares) e menor (85 lugares), e também se encontra a Galeria, local que recebe exposições de pequeno porte. Duas rampas conferem acesso ao pavimento superior, local das exposições. Ali se encontra um vão livre, que soma 3.203,19 m², e se dedica exclusivamente à mostras. Acima deste vão está o mezanino, o qual soma 719,63m² e é sustentado por meio de tirantes que descem do teto da cúpula. Ele pode ser acessado por rampas e elevadores provenientes do espaço expositivo. Para levar até sua altura as obras, há a plataforma de carga e a escadaria de serviço. Além das áreas expositivas, há no equipamento áreas destinadas a atividades como oficinas e sessões de vídeo, e também a serviços oferecidos – monitoria, espaço para lanches, sanitários e estacionamento. Ademais, existem diversas salas para reservas  técnicas  e  restauração  e  áreas  para  conservar obras não expostas.

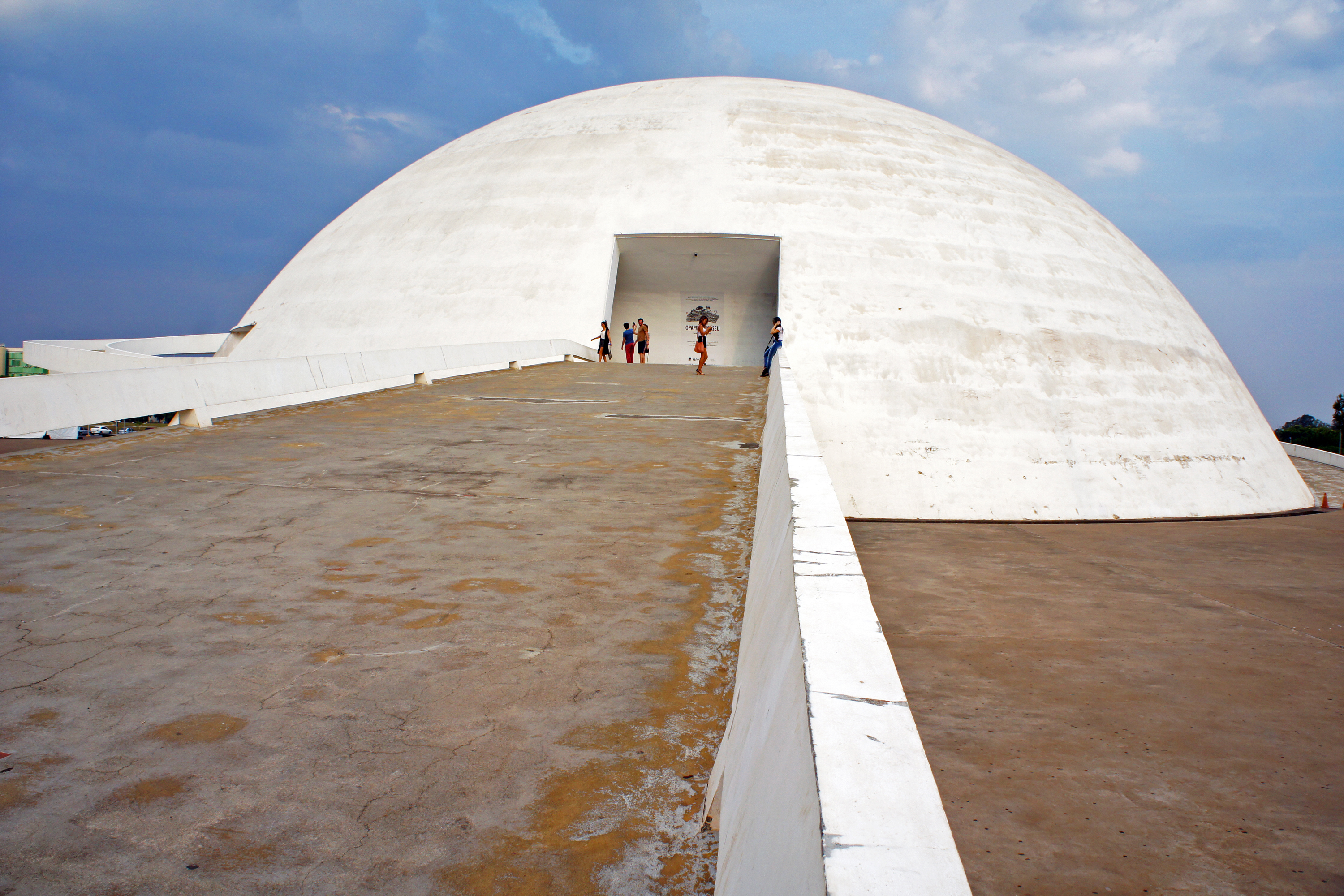
Entrada do museu.

Fora o impacto causado pela grande semiesfera, a obra também gera interesse devido às dimensões e aos formatos de suas duas grandes rampas. A que confere acesso principal possui 52 metros de comprimento e se volta para a Biblioteca. Apesar de sua longa extensão, talvez não seja a que mais gera êxtase, e sim a rampa que une o salão de exposições ao mezanino. Esta, de formato curvo, inicia-se e finaliza-se no próprio edifício. Por seu balanço de quase 20 metros, este elemento exigiu uma atenção especial por parte do engenheiro calculista. Estar em balanço significa não se apoiar em pilares. Para a sustentação, foram usadas vigas de borda cuja altura total somam até 1,85 metros. Essas vigas possuem alturas variáveis, partindo de 1,25 metros, e, destes, 85 centímetros se comportam como o guarda-corpo da rampa.

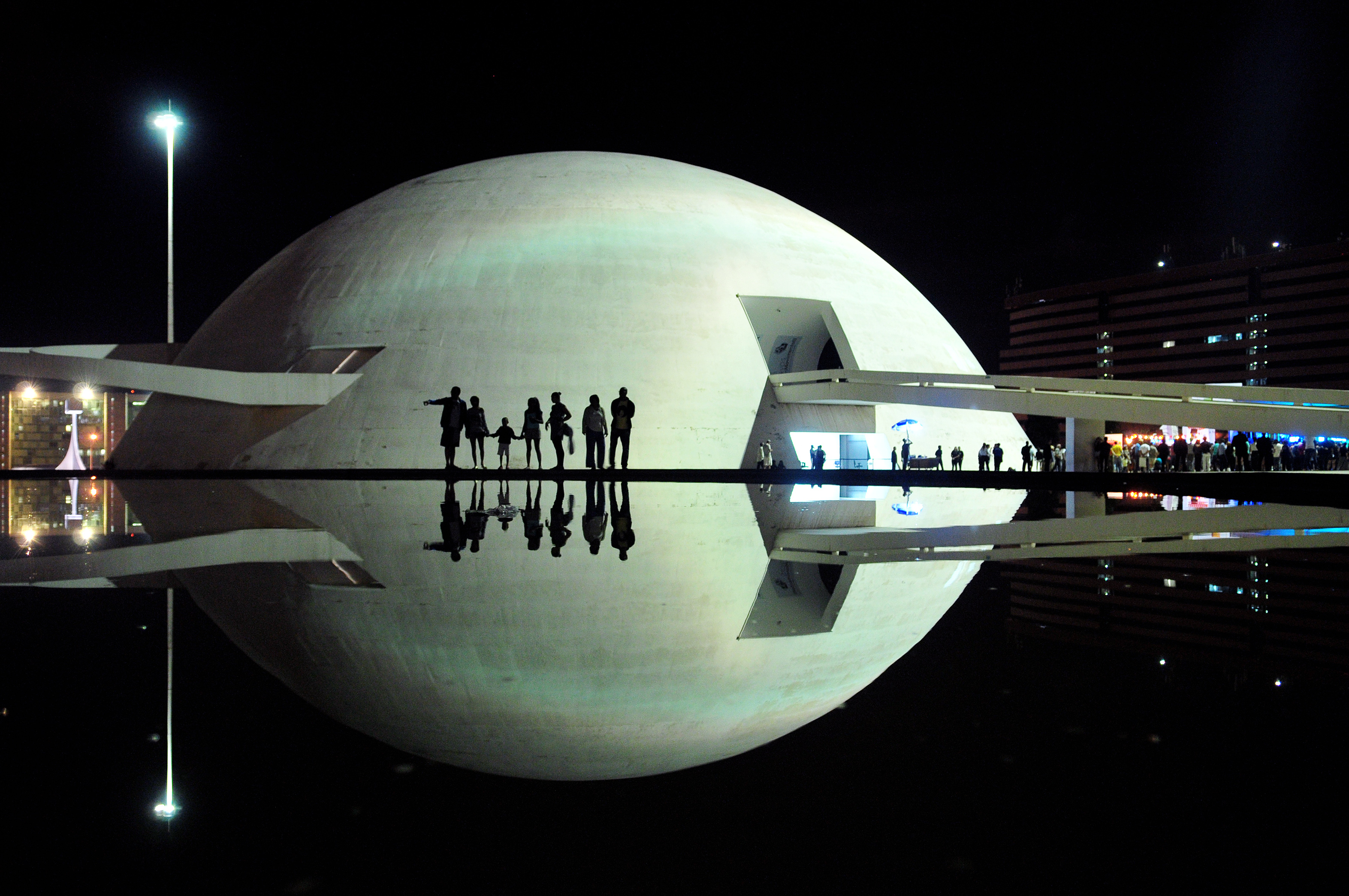
Museu Nacional a noite.

Ao se adentrar o edifício o observador costuma também se impressionar. O pé-direito é monumental e pode-se perceber que a iluminação ambiente é indireta, feita por reflexão, a partir do piso de um grande lustre central. Há quem se refira ao teto da cúpula como um grande “céu de concreto”. O mezanino de formato orgânico reforça a ideia da grandeza do espaço, pois não se apoia em pilares, e sim se dependura no teto por meio de tirantes.

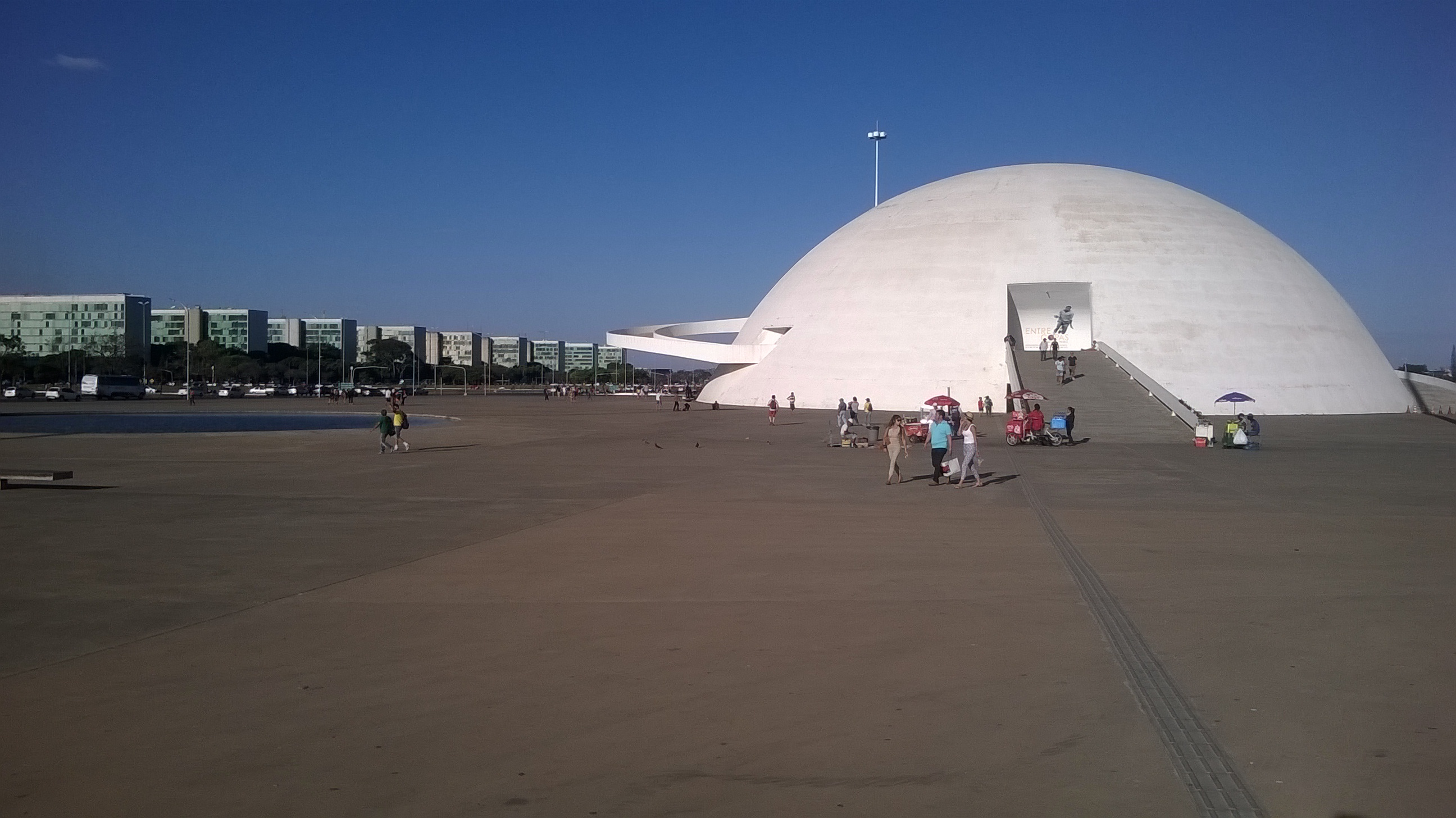
O Museu fica no Setor Cultural Sul.

No livro "Conversa de Amigos: correspondências entre Oscar Niemeyer e José Carlos Sussekind", de autoria dos próprios Niemeyer e Sussekind, há a declaração do arquiteto autor sobre o caráter do Museu Nacional: “Não é um museu de obras fixas, mas um espaço contemporâneo, um museu de ideias, do experimental, que possa receber uma série de exposições e obras do Brasil e do mundo.”

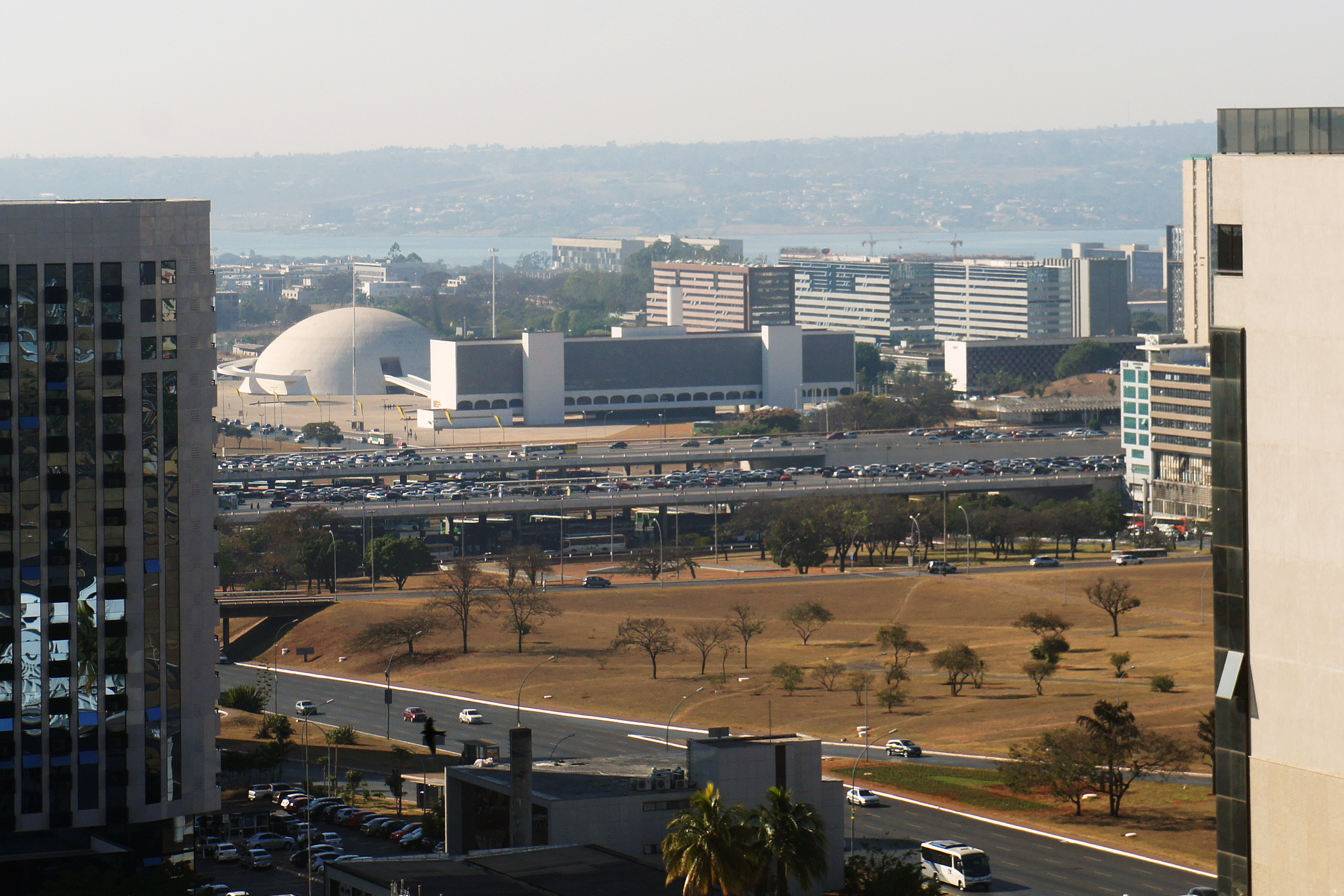
O Museu Nacional e a Biblioteca Nacional formam o Complexo Cultural da República.

## Importância cultural
O Museu Nacional é um dos integrantes do Conjunto Cultural da República, o qual foi idealizado por Lúcio Costa e previsto desde a década de 1950. Além de diversas obras espalhadas pela capital nacional, inclui-se neste Conjunto a Biblioteca Nacional de Brasília (BNB), a qual se encontra logo à frente do Museu Nacional. Esta foi concebida no plano original de Brasília, assinado por Lúcio Costa por volta da década de 60 do século passado. Vale notar que a atividade cultural não se limita ao interior destes dois edifícios. Na área externa, que se encontra entre ambos, encontram-se três espelhos d'água, e nessa região também ocorrem manifestações de cultura. O Conjunto Cultural da República ocupa o espaço de 91.000 m², sendo 11.000 m² em área edificada.

## Atividade e regras de uso
O local tem abrigado exposições temporárias nacionais e internacionais, seminários, mostras de filmes e festivais de teatro, assim como exposições de médio e grande porte do acervo do próprio Museu. Existe a disponibilidade de visitas guiadas com agendamento prévio. As salas possuem sinalização em braile.
O Museu funciona de segunda-feira a domingo. Os horários de abertura variam, sendo que a segunda-feira possui uma redução de tempo de abertura. Neste dia da semana, pode-se visitar o museu das 14:00 h às 18:30 h e de terça-feira a domingo a instituição fica aberta das 9:00 h às 18:30 h. Em razão da pandemia vinculada a COVID-19, em 2020 o Museu teve suas atividades suspensas por tempo indeterminado. A entrada é gratuita.
No interior do museu, não é permitido correr ou gritar. Também não se pode adentrar realizando refeições, nem fumar. Na maioria das exposições não é permitido fotografar ou filmar. Contudo, pode haver casos em que haja autorização para tais ações, desde que expressa pela produtora responsável.

## Público frequentador
Em 2014, a instituição recebeu um público visitante estimado em 970 mil pessoas. Entre fevereiro e julho do ano de 2018, o número de visitantes foi de 246 mil e, no mesmo período do ano seguinte, passou para 463 mil pessoas - o que significa um aumento de 88%. Os dados foram fornecidos pela Secretaria de Cultura e Economia Criativa (Secec), e foram contabilizados por exposição e não por data de visitação - o que significa um número aproximado. O crescimento significativo da visitação, contudo, mostra-se não como algo exclusivo do Museu Nacional, e sim como uma tendência nacional.

## Algumas exposições já realizadas no Museu
- Niemeyer & Niemeyer e Brasília – Patrimônio da Humanidade (2006), exposição inaugural sobre a obra do arquiteto que projetou o museu. Foram dispostas fotografias e desenhos das principais obras de Oscar Niemeyer em seus mais de 70 anos de carreira.[13]
- Hélio Oiticica – Museu é o Mundo (21 de dezembro de 2010 a 20 de fevereiro de 2011), a maior mostra já realizada sobre o artista brasileiro Hélio Oiticica já feita em Brasília, até a data. Trouxe obras como Invenção da Luz, Metaesquemas, Rhodislândia, bólides e parangolés do artista, como o Parangolé Noblau e vídeos como HO.[15]
- O Brasil na arte popular - (18 de maio a 26 de junho de 2011), exposição que contou com cerca de 1500 obras de arte popular brasileira, pertencentes ao acervo do Museu Casa do Pontal. As obras foram produzidas por 70 artistas populares oriundos de 13 estados do país. Dentre os mais conhecidos, se encontrava Mestre Vitalino.[16]
- Exposição de fotografias da Bauhaus (5 de Fevereiro de 2014 a 9 de Março de 2014), promovida pelo Instituto Goethe, com curadoria de Anja Guttenberger, fazendo parte da temporada “Alemanha+Brasil 2013-2014 – Quando ideias se encontram”.[17]
- Carte e Tele (2016), Salvatore Garau [18]
- Last Folio: Preservando Memórias (Junho de 2017), uma exposição que contempla retratos contemporâneos de testemunhas do Holocausto, assim como imagens que revelam os efeitos da Segunda Guerra Mundial.[19]
- NORMOSE, de Kleber Cianni (Junho de 2017), uma mostra na qual o artista traz reflexões sobre a linha que separa a rotina e a imaginação.[19]
- Short Connections, de Tárcisio Viriato (Junho de 2017), mostra com a curadoria de Glenio Lima, que reúne pinturas, desenhos e colagens produzidos pelo artista pelos últimos 10 anos, além de um grande painel com três conjuntos de desenhos e colagens inéditas.[20]
- MunDez: Brasília 57 (Junho e Julho de 2017), uma exposição que comemora os 57 anos de Brasília, e, além disso, os 10 anos de existência do Museu Nacional. Foram expostas obras de artistas que marcaram dois séculos da história da arte brasileira, como Di Cavalcanti, Tarsila do Amaral, Rubem Valentim, Anita Malfatti, Heitor dos Prazeres, Orlando Teruz, Cícero Dias e Volpi.[19]
- Imagens impressas: Um percurso histórico pelas gravuras da Coleção Itaú Cultural (22 de maio a 22 de julho de 2018), que dispôs 160 obras de artistas como Martin Schongauer, Rembrandt van Rijn, Francisco de Goya, Edvard Munch e Pablo Picasso. Elas apresentavam um panorama da produção gráfica europeia. Essa exposição reuniu 46.266 visitantes.[14][21]
- JK – O silêncio que grita (15 de junho a 29 de julho de 2018), exposição organizada pela Fundação Brasil Meu Amor (FBMA), inspirada no universo de Juscelino Kubitschek. A mostra levou imagens que unem os povos e grandes sonhadores. Foram dispostas imagens da história do mundo desde o Iluminismo até a fundação de Brasília, incluindo retratos do universo indígena, dos candangos que construíram a Capital Federal e de Juscelino Kubitschek contracenando com todos. Essa exposição recebeu 32.377 visitantes.[14][22]
- O ritmo do espaço (2 de abril a 16 de junho de 2019), mostra de Yutaka Toyota, com curadoria de Denise Mattar que atraiu 67.190 pessoas. A mostra reuniu cerca de 80 peças do artista que é um dos maiores representantes do movimento cinético internacional. Um dos destaques foi uma recriação da instalação imersiva Quarto Escuro, realizado originalmente na X Bienal Internacional de São Paulo. Outro são as 35 imagens produzidas por Alair Gomes sobre a obra de Toyota.[14][23]
- Ato, teatro e dança (16 de abril a 23 de junho de 2019), mostra da fotógrafa Mila Petrillo, com curadoria de Carmem Moretzsohn e expografia de Bené Fonteles. A exposição, que recebeu 59.664 espectadores, reuniu fotos que revelam  a produção em teatro e dança no Distrito Federal entre os anos 1985 e 2000. Esta mostra faz parte de um projeto maior, intitulado “Por Outras Lentes”, o qual visa a recuperação e digitalização de cerca de 10 mil imagens do acervo pessoal da autora.[14][24]
- Fotografias de Arno Fischer (até 5 de janeiro de 2020), foi uma exposição de fotografias em preto e branco do fotógrafo alemão Arno Fischer, realizadas no período do pós-guerra.[20]
- Manu Militão – Projeto Border (até 16 de janeiro de 2020), foi uma mostra que reuniu as obras produzidas deste artista durante uma viagem de motocicleta de Brasília até o Alasca, passando por 14 países.[20]
- Simbólico Sagrado (até 19 de janeiro de 2020), foi uma exposição com curadoria de Thaís Darzé, que reuniu 95 obras de dois artistas negros, baianos, que tiveram o auge de suas produções durante as décadas de 1960 a 1980.[20]
- Almandrade (até 19 de janeiro de 2020), a exposição revela aspectos sobre este artista plástico, Antonio Luiz Morais de Andrade, que tem como pseudônimo o nome Almandrade, é um dos criadores do Grupo de Estudos de Linguagem da Bahia que editou a revista “Semiótica” em 1974.[20]
- Doações 2019 (até 19 de janeiro de 2020), uma mostra diferente, que reúne trabalhos de artistas que já passaram pelo Museu Nacional da República, como Yutaka Toyota, Sandra Mazzini, Ding Musa, Pedro Juan Gutiérrez, Gerson Fogaça, Lia do Rio, Nilce Eiko Hanashiro, Mila Petrillo, e cederam peças que agora integram o acervo do equipamento.[20]